# Иванова, Олимпиада Владимировна
Олимпиада Владимировна Иванова (род. 26 августа 1970, Мунсют, Чувашия) — российская легкоатлетка, чемпионка мира и Европы, серебряный призёр Олимпийских игр в спортивной ходьбе. Заслуженный мастер спорта России (2001, легкая атлетика, ходьба на 20 км).

## Биография
Родилась 26 августа 1970 года в деревне Мунсют Цивильского района Чувашской АССР. Выпускница факультета физического воспитания Чувашского государственного педагогического института им. И. Я. Яковлева и Чебоксарского института туризма и сервиса.
В 2001 года выиграла золотую медаль на чемпионате мира в Эдмонтоне на дистанции 20 км. На чемпионате Европы 2002 года в Мюнхене также стала победительницей. 
На Олимпийских играх 2004 года в Афинах завоевала серебряную медаль, пропустив вперёд гречанку Афанасию Цумелеку. 7 августа 2005 года Иванова вновь выиграла золото на чемпионате мира в Хельсинки. Пройдя 20 км за 1 час, 25 минут и 41 секунду, установила новый мировой рекорд на этой дистанции и получила премию в 100 тысяч долларов.
Победительница Игр доброй воли (1994, 2001), победитель Кубков Европы (2000, 2001), серебряный призёр Кубка мира 2002 года (во время Кубка мира 1997 года также финишировала второй, но после позитивного допинг-контроля результат был аннулирован).

## Награды
- Медаль ордена «За заслуги перед Отечеством» II степени
- Заслуженный мастер спорта Российской Федерации
- Орден «За заслуги перед Чувашской Республикой»[3] (2010)
- Почётный гражданин г. Новочебоксарск
- Памятная медаль «100-летие образования Чувашской автономной области» (2020)